# Polypodium danesianum
Polypodium danesianum là một loài thực vật có mạch trong họ Polypodiaceae. Loài này được (Domin) F.M. Bailey miêu tả khoa học đầu tiên năm 1913.